# سوهان‌ماهی خال‌نارنجی
سوهان‌ماهی خال‌نارنجی(نام علمی: Oxymonacanthus longirostris) نام یک گونه از تیره سوهان‌ماهی است.